# إستريول
إستريول (E3) هو ستيرويد وهرمون إستروجيني ضعيف، وهرمون جنسي أنثوي ثانوي. وأحد الأنواع الثلاثة من الإستروجينات داخلية المنشأ، إلى جانب الإستراديول والإسترون. لا يمكن تحديد مستويات الإستريول لدى النساء غير الحوامل. أثناء الحمل، يُصنع الإستريول بكميات كبيرة جدًا بواسطة المشيمة وهو أكثر أنواع الإستروجين إنتاجًا في الجسم، لكن مستويات الإستريول للدورة الدموية مماثلة لمستويات الإستروجينات الأخرى بسبب ارتفاع معدل الأيض والطرح خارجًا لهذا الهرمون. يعتبر الإستريول والإسترون من الإستروجينات الضعيفة إذا ما قورنت بالإستراديول.
بالإضافة إلى دوره كهرمون طبيعي، يستخدم عقار الإستريول كدواء، على سبيل المثال في العلاج بالهرمونات البديلة أثناء انقطاع الطمث.

## النشاط البيولوجي
الإستريول هو هرمون إستروجيني، ناهض لمستقبلات هرمون الإستروجين وهو هرمون إستروجيني أقل فعالية بكثير من الإستراديول، أي ضعيف نسبيًا. وفقًا لدراسة أجريت في المختبر، كانت قابلية الارتباط النسبية للإستريول لمستقبل الإستروجين ألفا ومستقبل الإستروجين بيتا البشري 11.3% و17.6% من قابلية ارتباط الإستراديول، على التوالي، وكانت القدرة التفعيلية للإستريول لمستقبل الإستروجين ألفا ومستقبل الإستروجين بيتا 10.6% و 16.6% من قدرة تفعيل الإستراديول، على التوالي. وفقًا لدراسة أخرى في المختبر، فإن قابلية الارتباط النسبية للإستريول لمستقبل الإستروجين ألفا وبيتا كانت 14% و 21% من قابلية ارتباط الإستراديول، على التوالي، ما يشير إلى وجود رابطة تفضيلية من الإستريول لمستقبل الإستروجين بيتا على عكس الإستراديول والإسترون.
على الرغم من كون الإستريول ناهضًا فعالًا لمستقبلات الإستروجين، أبلغت دراسة عن وجود سلوك (ناهض جزئي) في مستقبلات الإستروجين؛ بمفرده، يسلك سلوك الإستروجين الضعيف، ولكن في وجود الإستراديول، يسلك سلوك مضاد للإستروجين. عندما يُعطى الإستراديول عن طريق الحقن تحت الجلد في الفئران، يكون أقوى بحوالي 10 أضعاف من الإسترون وأقوى بحوالي مئة ضعف من الإستريول. تجدر الإشارة إلى أنه على عكس الإستريول، يمكن استقلاب الإسترون إلى إستراديول، ومعظم قوة الإستراديول في الجسم الحي هي في الواقع نتيجة لهذا التحويل.
بالإضافة إلى قيامه بدور الناهض في المستقبلات الإستروجينية النووية، يعمل الإستريول أيضًا كمضاد للمستقبل الإستروجيني المرتبط ببروتين جي بتركيزات عالية، وهو مستقبل إستروجيني غشائي. يعمل الإستراديول، على العكس من ذلك، باعتباره ناهضًا لهذا المستقبل.
يزيد إستراديول من نمو خلايا سرطان الثدي عن طريق تنشيط المستقبل الإستروجيني المرتبط ببروتين جي (بالإضافة إلى المستقبلات الإستروجينية)، وقد وجِد أن الإستريول يمنع انقسام الخلايا الناجم عن الإستراديول لخلايا سرطان الثدي الثلاثية السلبية من خلال إيقاف عمل المستقبلات الإستروجينية المرتبطة ببروتين جي.

## الكيمياء الحيوية

### لدى النساء غير الحوامل
عند النساء غير الحوامل، ينتج الإستريول بكميات صغيرة جدًا فقط، ولا يمكن اكتشاف مستواه في الدم.
على عكس الإستراديول والإسترون، لا يصنع الإستريول أو يُفرز في المبيضين، ويتم اشتقاقه بشكل أساسي إن لم يكن حصريًا من إضافة مجموعة الهيدروكسيد على طرف 16a إلى الإستراديول والإسترون بواسطة إنزيمات السيتوكروم P450 (على سبيل المثال، CYP3A4) بشكل رئيسي في الكبد. يُزال الإستريول من الدورة الدموية بسرعة عند النساء غير الحوامل، وبالتالي تكون مستوياته في الدورة الدموية منخفضة للغاية، ولكن تركيزات الإستريول في البول مرتفعة نسبيًا.
على الرغم من أن مستويات الدورة الدموية للإستريول منخفضة للغاية خارج فترة الحمل، وجد أن مستويات الإستريول أعلى بقليل عند النساء اللائي حملن من قبل إلى حد ما من النساء اللائي لم يحملن في حياتهن.

### لدى النساء الحوامل
ينتج الإستريول بكميات ملحوظة فقط أثناء الحمل. تزيد مستويات الإستريول عن مستواه الطبيعي بمقدار 1000 مرة خلال فترة الحمل، في حين تزيد مستويات الإستراديول والإسترون بنسبة 100 مرة، ويشكل الإستريول 90% من هرمون الإستروجين في بول النساء الحوامل. يبلغ الإنتاج اليومي للإستريول بواسطة المشيمة من 35 إلى 45 ملغرام، وتتراوح مستوياته في الدورة الأمومية من 8 إلى 13 نانوغرام/ ديسيلتر.
تنتج المشيمة البرينينولون والبروجستيرون من الكوليسترول في الدم. يؤخذ البرينينولون بواسطة الغدد الكظرية الجنينية ويحول إلى ديهيدرو إيبي أندروستيرون، والذي تتم بعد ذلك كبرتته بواسطة إنزيم ناقل الكبريتات الستيرويدية إلى كبريتات ديهيدرو إيبي أندروستيرون. والذي بدوره يمر بعملية إضافة الهيدروكسيل بواسطة زيادة في فعالية إنزيم CYP3A7 ليصبح كبريتات ديهيدرو إيبي أندروستيرون 16α-hydroxy-DHEA-S (16α-OH-DHEA-S)في كبد الجنين وبكمية قليلة في الغدد الكظرية للجنين. ثم يُنتج هذا المركب بواسطة المشيمة. نظرًا للإنتاج العالي من إنزيم ناقل الكبريتات الستيرويدية في المشيمة، يُفسخ مركب كبريتات ديهيدرو إيبي أندروستيرون- α 16 سريعًا إلى ديهيدرو إيبي أندروستيرون- α 16. بعد ذلك، يتحول هذا المركب إلى هيدروكسياندروستينديون (16α-OH-A4) 16α-بواسطة إنزيم نازع الهيدروجين هيدروكسيستيرويد -3β ويتحول الأخير بواسطة إنزيم الاروماتاز إلى هيدروكسياسترون 16α- والذي يتحول لاحقًا إلى إستريول بواسطة هيدروجين إنزيم هيدروكسيستيرويد 17β ثم يفرز في الغالب إلى الدورة الأمومية. ينشأ ما يقرب من 90% من سلائف تكوين الإستريول لدى الجنين.
أثناء الحمل، يكون 90 إلى 95% من الإستريول في الدورة الأمومية مقترنًا ويكون هذا الاقتران على شكل إستريول جلوكورونيد وكبريتات الإيستريول، تكون مستويات الإستريول غير المقترن أقل بقليل من مستويات الإستراديول غير المقترن ومماثلة لمستويات الإسترونول غير المقترن. على هذا النحو، من المرجح تعرض الأنسجة المستهدفة لكميات متساوية من الإستريول والإستراديول والإسترون غير المقترن أثناء الحمل.
ينتج الإسترون والإستراديول أيضًا في المشيمة أثناء الحمل. ومع ذلك، في حالة الإسترون والإستراديول، تؤخذ كبريتات ديهيدرو إيبي أندروستيرون بواسطة المشيمة وتتفكك بواسطة ناقل الكبريتات الستيرويدي إلى ديهيدرو إيبي أندروستيرون، يتحول ديهيدرو إيبي أندروستيرون بواسطة الإنزيم نازع الهيدروجين هيدروكسيستيرويد 3β-النوع الأول إلى أندروستينيديون ثم يتحول إلى مركب أروماتي بعد ذلك وهو الإسترون، يقوم إنزيم نازع الهيدروجين هيدروكسيستيرويد 17β المشيمي بتحويل الإسترون إلى إستراديول وبالعكس ويفرز الهرمونان في الدورة الدموية للأم. يُنتج كبريتات ديهيدرو إيبي أندروستيرون الذي يؤخذ من قبل المشيمة بشكل رئيسي بواسطة الغدد الكظرية للجنين.